# Гречишников, Геннадий Константинович
Геннадий Константинович Гречишников (род. 19 апреля 1939, Калининград, Московская область) — советский футболист, нападающий.
Воспитанник секции стадиона Юных пионеров. Начинал играть в 1957 году в команде класса «Б»«Пищевик» Калининград (с 1958 года — «Балтика»). Выступал в чемпионате СССР за «Крылья Советов» Куйбышев (1960) и «Локомотив» Москва (1961—1962). В 1963 году в командах мастеров не играл. 1964 год провёл в команде второй группы класса «А» «Волга» Калинин. Завершал карьеру в клубе класса «Б» «Металлург» Тула (1965—1966)